# Lodeña
Lodeña (oficialmente Lludeña) es una parroquia española del concejo de Piloña, perteneciente a la comunidad autónoma de Asturias.

## Historia
Hacia mediados del siglo XIX, la parroquia, ya por entonces perteneciente a Piloña, tenía contabilizada una población de 220 habitantes. Aparece descrita en el décimo volumen del Diccionario geográfico-estadístico-histórico de España y sus posesiones de Ultramar de Pascual Madoz con las siguientes palabras:

LODEÑA (Sta. Maria): felig. en la prov. y dióc. de Oviedo (6 leg.), part. jud. de Infiesto (3/4), ayunt. de Piloña (3/4): sit. en un valle circuido de cuestas, menos por la parte del O. Reinan alternativamente todos los vientos, pero con mas frecuencia los del N. y O.; el clima es muy saludable. Tiene 36 casas distribuidas en los barrios de Llana de Coya, Faidiello, Sta. Leocadia y la Vega. Hay escuela de primeras letras frecuentada por niños de ambos sexos, cuyos padres dan al maestro la retribucion convenida. La igl. parr. (Ntra. Sra. de la Merced) está servida por un cura de ingreso y de patronato de S. M. Al S. de la parr. hay una ermita dedicada á San Antonio de Padua, y contiguo á la igl. el cementerio. Confina el térm. N. Torazo; E. Pintueles; S. Berbio, y O. Coya: estendiéndose 1/2 leg. de N. á S. y otro tanto de E. á O. Le cruzan 2 ríos, uno con el nombre de Pintuetes hácia el E., y el otro llamado de Valdes por el O., confluyendo ambos en el Sella. El terreno en lo general es llano con algunas desigualdades, y de mediana calidad: en el centro hay sotos de robles, en la cuesta de Ancoy hácia el N. argoma, y en todas partes muchos castaños y cerezos. Atraviesa por esta felig. un camino que de N. á S. conduce desde Villaviciosa á Infiesto, y otro de E. á O. hácia Oviedo: el correo se recibe de la cap. del part. 3 veces á la semana. prod.: escanda, maiz, habas, legumbres, hortaliza y pastos: hay ganado vacuno, de cerda y algun lanar: caza de liebres, perdices y palomas torcaces, y alguna pesca de buenas anguilas. pobl.: 42 vec., 220 alm. contr. con su ayunt. (V.) Anteriormente esta felig. fue coto perteneciente á la casa de Valdes (hoy marqués del real Trasporte), que nombraba justicia ordinaria.
(Madoz, 1847, p. 322)

En 2023, tenía empadronados 43 habitantes.